# Žaškovský potok
Žaškovský potok – niewielki ciek wodny w północno-zachodniej Słowacji, na Orawie, lewobrzeżny dopływ rzeki Orawy. Długość ok. 5,7 km. Cały tok w granicach powiatu Dolny Kubin. Jego dolina w środkowym i dolnym biegu wyznacza oś skrajnie zachodniej części Rowu Podchoczańskiego, stanowiąc jednocześnie granicę między Wielką Fatrą na pd. i Pogórzem Orawskim na pn.
Potok zaczyna swój bieg w najbardziej na północ wysuniętej części Wielkiej Fatry – w tzw. Szypskiej Fatrze. Źródła ma na wysokości ok. 740 m n.p.m. w głębokiej dolinie zwanej Uhlisko, wcinającej się od północy pomiędzy masywy Ostrégo (1067 m n.p.m.) i Havrana (915 m n.p.m.), pod samo Sedlo pod Ostrým. Początkowo spływa wspomnianą doliną ku pn.-wsch., by na wysokości pierwszych domów Žaškova skręcić ku północy, a następnie ku pn.-zach. Następnie przepływa przez całą długość wyżej wymienionej wsi, przyjmując po drodze z obu stron szereg drobnych dopływów, by na jej dolnym końcu, na wysokości ok. 450 m n.p.m., ujść do Orawy.